# Масахіко Танака
Масахіко Танака (яп. 田中 昌彦, Tanaka Masahiko; нар. 24 лютого 1941 р. у Токіо) — визначний японський майстер шотокан-карате, володар звання 8-го дана JKA, дворазовий чемпіон світу з кіуміте та багаторазовий чемпіон Японії з кіуміте, колишній головний тренер збірної Данії з карате, а нині — керівник міжнародних зв’язків Японської асоціації карате (JKA) на її головній ареній — Honbu Dōjō в Токіо 
Wikipedia
Wikipedia – Die freie Enzyklopädie
.

## Біографія
Ранні роки і освіта
Масахіко Танака народився 24 лютого 1941 року в Токіо, Японія 
Wikipedia
Wikipedia – Die freie Enzyklopädie
. Після закінчення середньої школи він вступив до Ніхонського університету, де вивчав сільське господарство та ветеринарну медицину 
Wikipedia
findingkarate.com
.
Початок кар’єри в карате
Після університету Танака присвятив себе шотокан-карате під керівництвом Масатоші Накаями у головному додзьо JKA в Токіо 
Wikipedia
. У 1963 році, здобувши 3-й дан, він почав працювати інструктором та готуватися до змагань на найвищому рівні 
findingkarate.com
.

## Змагання та досягнення
Танака здобув низку найпрестижніших титулів у кіуміте:
1975 — 1-е місце в індивідуальному кіуміте на I IAKF World Karate Championship (Лос-Анджелес) 
Wikipedia
Wikipedia – Die freie Enzyklopädie
.
1977 — 1-е місце в індивідуальному кіуміте на II IAKF World Karate Championship (Токіо) 
Wikipedia
Wikipedia – Die freie Enzyklopädie
.
1980 — 1-е місце в командному кіуміте на III IAKF World Karate Championship (Бремен) 
Wikipedia
Wikipedia – Die freie Enzyklopädie
.
1973–1975 — дворазовий чемпіон Японської асоціації карате (JKA All-Japan Karate Championship) у кіуміте (3-є місце 1973, 1-е місце 1974 і 1975) 
Wikipedia
Log in or sign up to view
.
Тренерська діяльність
У 1975 році Масахіко Танака був призначений головним тренером національної збірної Данії з карате, а у 1978 році повернувся до Японії, щоб очолити міжнародний відділ JKA в Honbu Dōjō 
Wikipedia
Log in or sign up to view
.
Технічний стиль і вплив
Масатоші Накаяма, колишній головний інструктор JKA, писав про Танака: «Мало хто з умільців може так майстерно використовувати і руки, і ноги, як він» 
Wikipedia
.

## Публікації
Танака є автором впливового підручника Perfecting Kumite і брав участь у серії «Best Karate» Масатоші Накаями 
Wikipedia
Fisher Shotokan Blog
.
Література та посилання
Примітки
Masahiko Tanaka (karateka). English Wikipedia. 
Wikipedia
Masahiko Tanaka. German Wikipedia. 
Wikipedia – Die freie Enzyklopädie
Spotlight: Masahiko Tanaka. Finding Karate. 
findingkarate.com
Fischer Shotokan Blog: Masahiko Tanaka. 
Fisher Shotokan Blog
Masahiko Tanaka Sensei, 8th Dan JKA. Facebook. 
Log in or sign up to view
JKA Traditional Karate Moldova. Facebook. 
Log in or sign up to view

## Зовнішні посилання
Офіційний профіль Масахіко Танака на сайті JKA: http://www.jka.or.jp/english/about/02_tanaka.html
Perfecting Kumite — підручник Танака Масахіко.